# Пекша (река)
Пекша (рус. Пекша), је река у  Владимирској области у Русији. Улива се у реку  Кљазму  код места Пекша у Владимирској области. Дужина јој је 127 km, а површина слива износи 1.010  km².